# Compilació dels usatges
Les Constitucions de Catalunya (1495) són un recull de normatives que conformen una Constitució catalana partint dels Usatges de Barcelona.

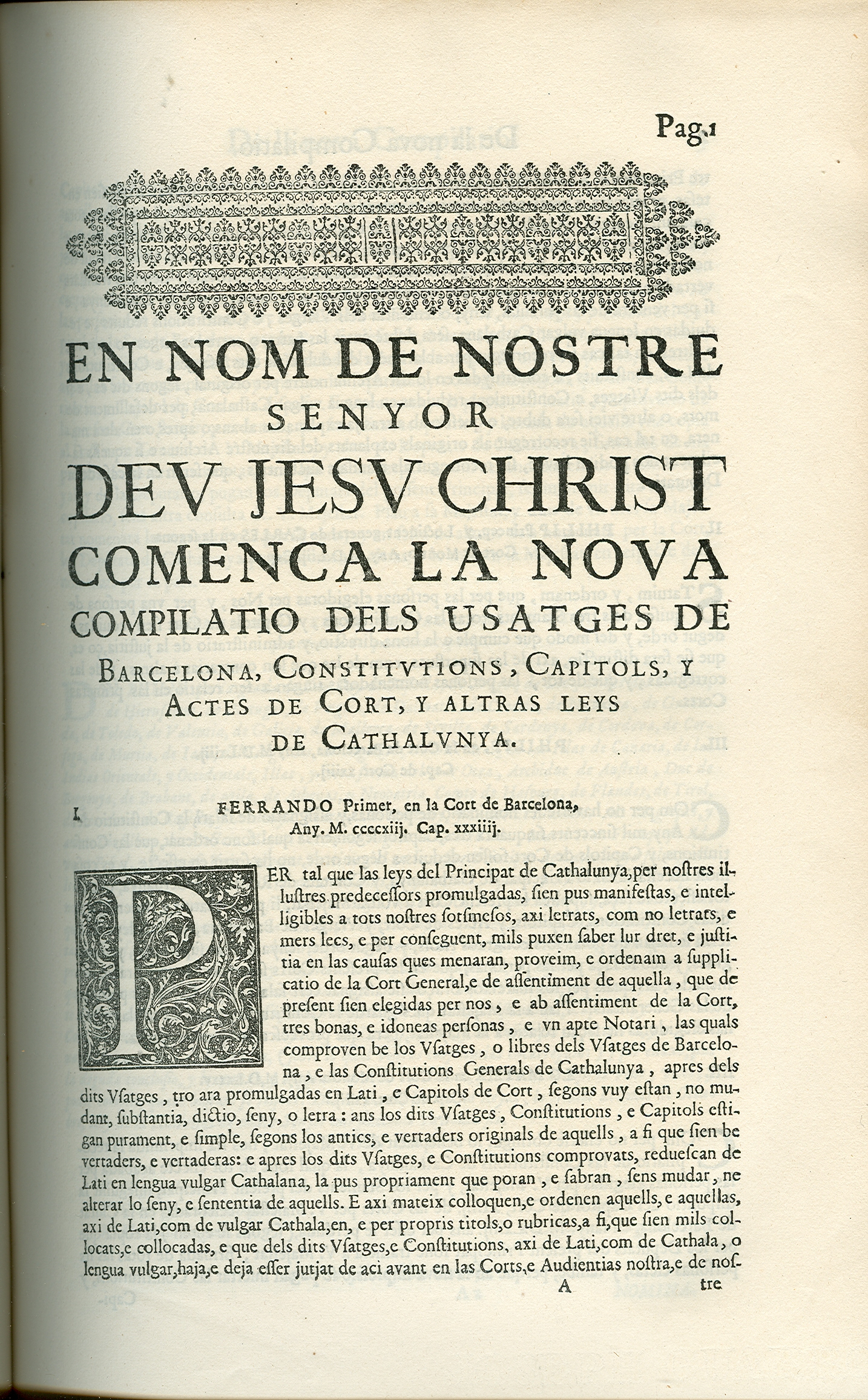
Compilació del 1413
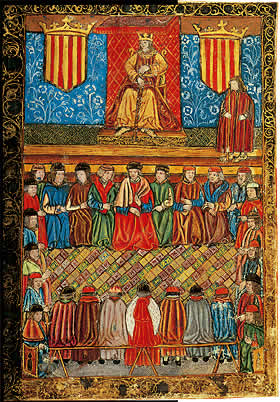
Les Corts Catalanes segons una miniatura il·luminada. Xilografia al boix.

La Compilació dels usatges és la primera Constitució catalana impresa, exemplar de caràcter privat per encàrrec de les Corts Catalanes al rei Ferran I. Aquestes es van celebrar a Barcelona el 1413 i la Constitució es va imprimir el 20 de febrer de 1495 a les premses de Pere Miquel. El 1585 es fa una ampliació de la constitució en tres volums fent-se una major tirada i es posà a la venda al públic.

## Pròleg
Com per ordinació de les corts generals del principat de Cathalunya, celebrades en la ciutat de Barcelona, per lo serenissimo Rey don Ferrando primer de gloriosa memoria a XXXI d'agost any mil quatrecentes tretze fos ordonat que los Usatges de Barcelona e constitucions de Cathalunya fossen col·locats en propris títols e en lenga vulgar, así que generalment per totes persones fossen enteses. E per execucio de dites coses fossen eletes certes persones per lo dit senyor Rey approbacio e consentiment de la dita cort, hauents expertesa e pratica en los drets de la terra, les quals ab molt treball e diligencia donaren obra ab tot efecte, que tots los usatges, constitucions de Cathalunya, capitols de cort, comemoracions de Pere Albert e consuetuds scrites de Cathalunya foren ab degut orde posats e per títols segons lo orde de les rúbiques del codi en lengua vulgar […] fallint hi les constitucions e capitols de cort en diverses corts e parlaments apres fetes axí per lo Rey don Alfonso quart e per la reyna dona Marie, consort e loctinent general del dit Rey, e per lo Rey don Johan segon com per lo serenissimo senyor rey don Ferrando segón, benauenturadamenr regnant, tan útils al dit principat, e per esser cosa tan util e necessaria axí al juristes, com als notaris e procuradors e mes a tots els officials del dit principat obligats a la obseruança de aquelles...